# Sabena Flight Academy
Sabena Flight Academy (SFA) (thans: CAE Oxford Aviation Academy Brussels) is een Belgische luchtvaartschool voor verkeersvliegers, die haar basis heeft vlak bij Brussels Airport in de gemeente Steenokkerzeel.
Het opleidingsinstituut SFA werd opgericht in 1953 onder de naam École d'Aviation Civile door Sabena. In 2004, na het faillissement van Sabena, werd de school geprivatiseerd. SFA werd in 2008 voor 39 miljoen euro overgenomen door de Canadese multinational Canadian Aviation Electronics, waar het sindsdien een onderdeel vormt van CAE Oxford Aviation Academy.
Naast de hoofdzetel in Steenokkerzeel had SFA ook een afdeling in het Amerikaanse Mesa (het Sabena Airline Training Center) en een Afrikaanse afdeling in Douala (Kameroen). Beide afdelingen maken nu onderdeel uit van CAE Oxford Aviation Academy.
SFA is zowel actief in ab-initio pilotenopleidingen als voor type-rating training voor piloten van een zeventigtal luchtvaartmaatschappijen.

## Vloot
| Toestel         |
| --------------- |
| Diamond DA20-C1 |
| Diamond DA40    |
| Diamond DA42    |
| Eclipse 500     |
| Cessna 152      |
| Piper Archer    |
| Piper Arrow     |
| Piper Seneca V  |

## Vluchtsimulatoren
In het opleidingscentrum zijn er full flight simulators van de volgende vliegtuigtypes:
- Boeing 737-NG;
- Lockheed C130 Hercules;
- Boeing 757/767;
- Boeing 737CL;
- Airbus A320;
- Airbus A330;